# Stipa staintonii
Stipa staintonii är en gräsart som beskrevs av Norman Loftus Bor. Stipa staintonii ingår i släktet fjädergrässläktet, och familjen gräs. Inga underarter finns listade i Catalogue of Life.